# Xiaomi Mi 9
Xiaomi Mi 9 — смартфон компании Xiaomi, флагман серии Mi, анонсированный 24 февраля 2019 года на MWC 2019.

## Технические характеристики
- Материалы корпуса: стекло (Corning Gorilla Glass 6), металл (алюминий)
- Операционная система: Android 9.0 (Pie) + MIUI 10
- SIM: две nano-SIM
- Экран: диагональ 6,39", разрешение 2340 х 1080 точек, 19,5:9, ppi 403
- Процессор: восьмиядерный Qualcomm Snapdragon 855, который содержит 7 млрд транзисторов.
- Графика: Adreno 640
- Оперативная память: 6 ГБ
- Память для хранения данных: 64/128 ГБ
- Разъёмы: USB Type-C
- Основная камера: три модуля 48 + 16 + 12 Мп, вспышка, боке, широкий угол
- Фронтальная камера: 20 Мп, f/2.0
- Сети: 2G/3G/LTE
- Интерфейсы: Wi-Fi a/b/g/n/ac, Bluetooth 5.0
- Навигация: GPS, ГЛОНАСС, BeiDou
- Дополнительно: сканер отпечатков пальцев, NFC, ИК
- Батарея: 3300 мАч, быстрая зарядка Quick Charge 4.0 (полный заряд за 1,5 часа), беспроводная зарядка Mi Wireless Charging Pad[2]
- Габариты: 157 × 74 × 7,61 мм
- Вес: 173 г

## Камера
Портал DxOmark оценил основную камеру Mi 9 в 107 баллов, при этом назвав Mi 9 "лучшим устройством Xiaomi из тех, которые мы тестировали". За фотосъемку Mi 9 набрал 112 баллов, а за видео - 99 баллов. Наибольшее количество баллов в тестах фотосъемки набрали следующие параметры: автофокус, вспышка и экспозиция.
При записи видео в формате 720 p и 1080p доступен режим скоростной съемки с частотой 120 кадров/с, 240 кадров/с и 960 кадров/с.

## Программное обеспечение
Изначально Mi 9 выпускался на базе Android Pie (9.0), но в конце июля 2019 года смартфон получил возможность обновиться до Android Q (10). В обновленной версии доступно несколько новых функций. Среди них возможность управления телефоном с помощью 3D-жестов. С 2021 года смартфон получил обновление Android до версии 11.

## Защита
Устройство не имеет защитных сертификатов.

## Продажи
В Китае и Европе Mi 9 поступил в продажу 28 февраля 2019 года. На российском рынке предзаказ на Mi 9 был открыт с 5 апреля по 11 апреля 2019 года. Через месяц после окончания предзаказа смартфон появился в обычной продаже.
Цена на момент выхода за версию 6/64 ГБ составляла 34 990 рублей, за 6/128 ГБ – 37 990 рублей.
Компания Xiaomi последовательно снижала цену и к июлю 2020 года цены скорректировались до 23 550 рублей за 6/64 ГБ и 26 740 рублей за 6/128 ГБ. Осенью ожидается ещё одно снижение.

## Награды
Тестовое приложение Master Lu опубликовало рейтинг, в котором Xiaomi Mi 9 был назван лучшим смартфоном в категории приема сигнала мобильной сети.